# 데키지마역
데키지마역(일본어: 出来島駅, できじまえき)은 일본 오사카부 오사카시 니시요도가와구에 있는 한신 전기철도 한신 난바 선의 역이다. 역 번호는 HS 49이다.

## 역 구조
상대식 승강장 2면 2선의 고가역이다. 분기기, 절대 신호가 없어 정류장으로 분류된다. 개찰구는 1개소 뿐이고 2층에 있으며 승강장은 3층에 있다. 승강장 유효 길이는 21m급의 긴키 닛폰 철도 차량 6량 편성분이다.

### 승강장
| 승강장 | 노선           | 방향 | 행선                                             |
| ------ | -------------- | ---- | ------------------------------------------------ |
| 동     | ■ 한신 난바 선 | 상행 | 니시쿠조・돔마에・난바・나라 방면                |
| 서     | ■ 한신 난바 선 | 하행 | 아마가사키・고베 (산노미야)・아카시・히메지 방면 |

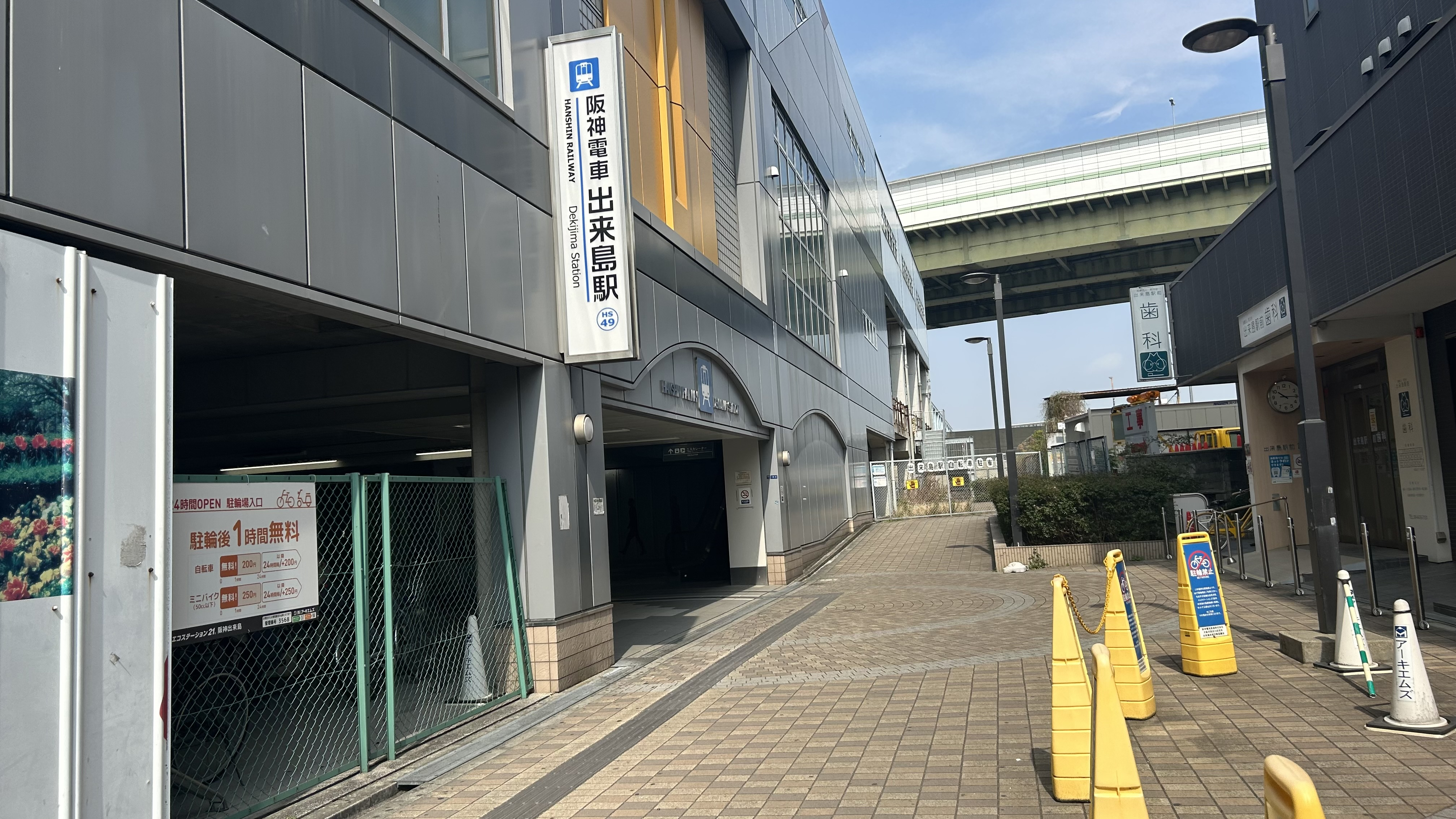
동쪽 출입구
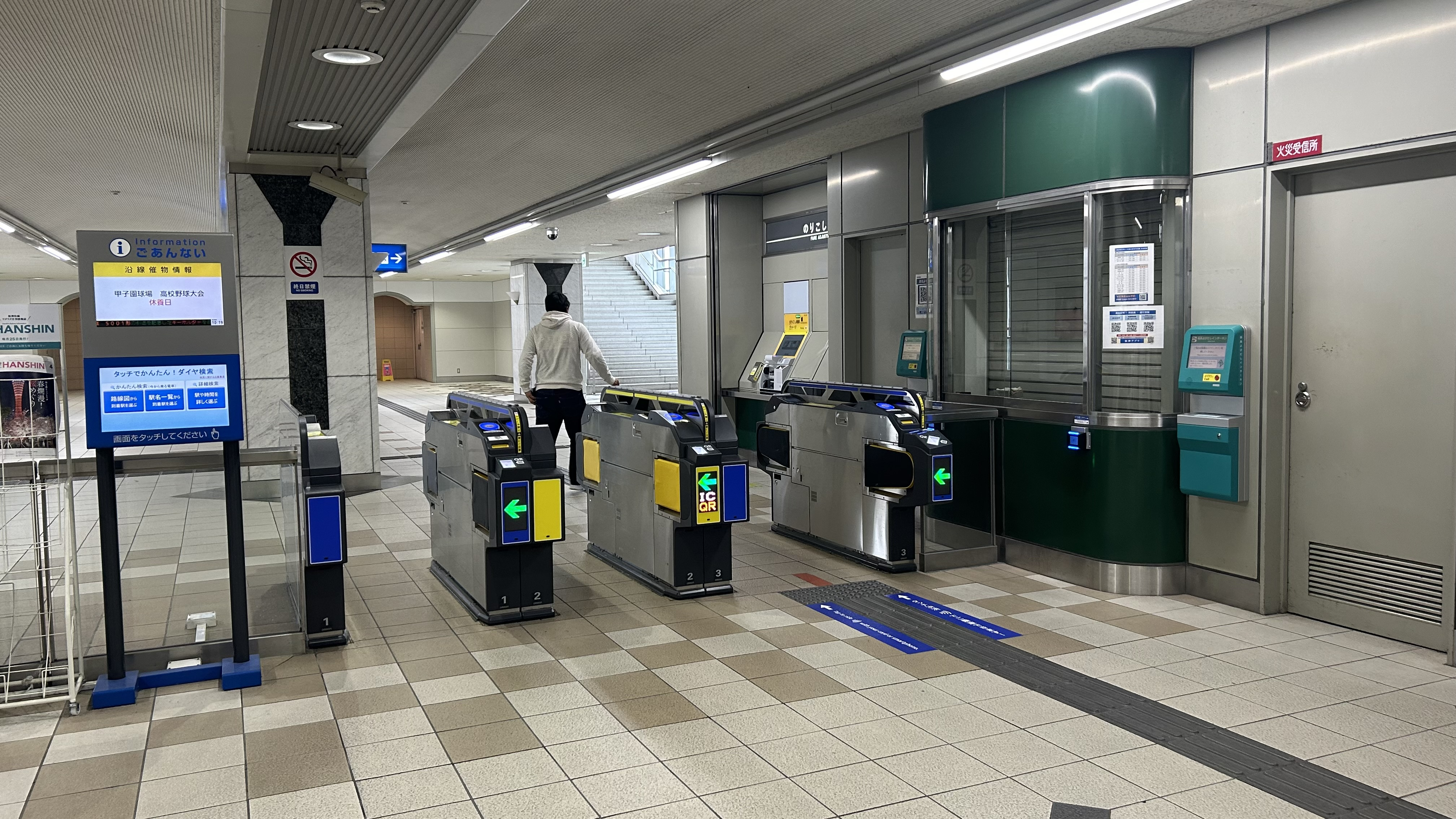
개찰구
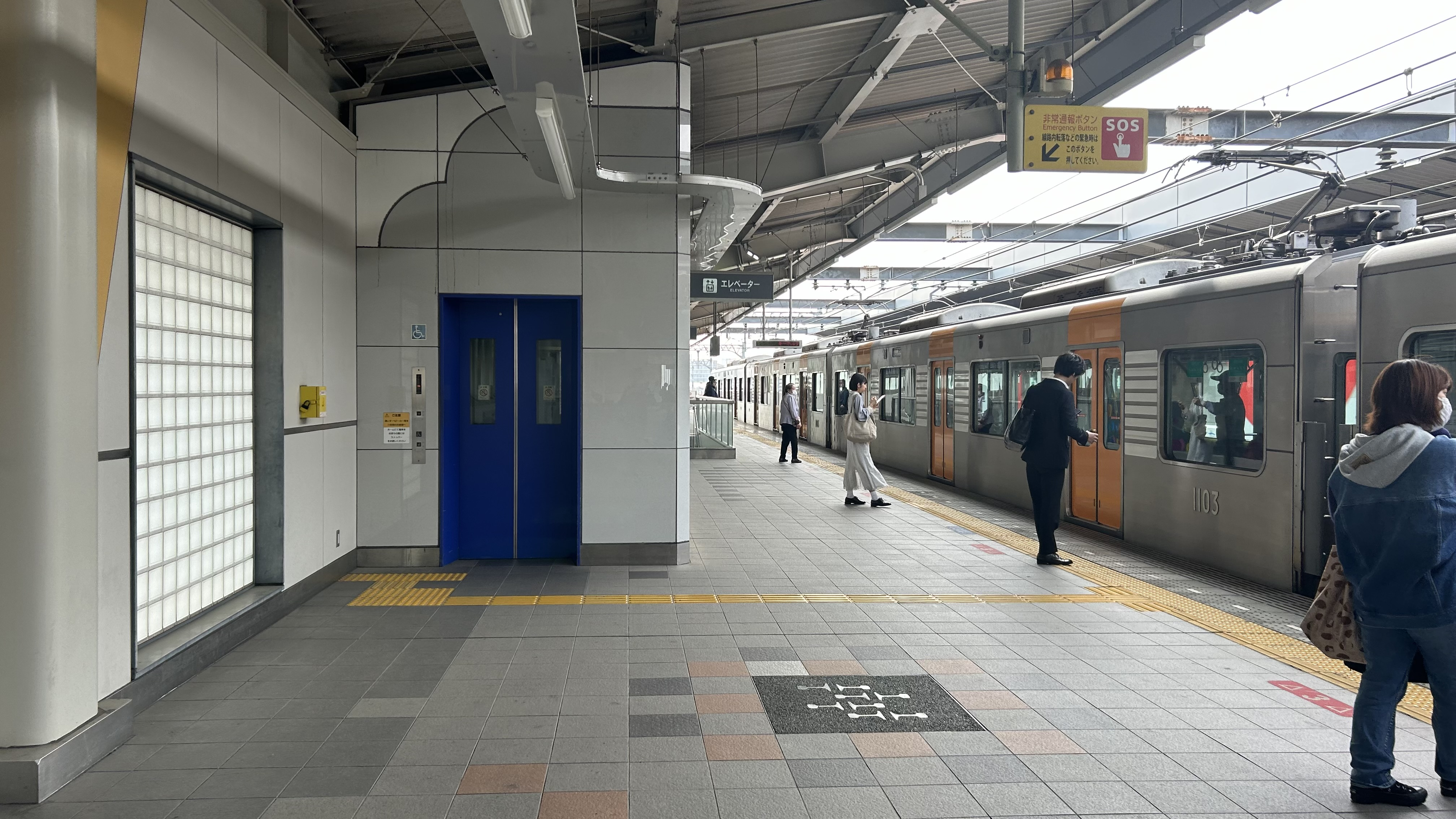
난바 방면 승강장
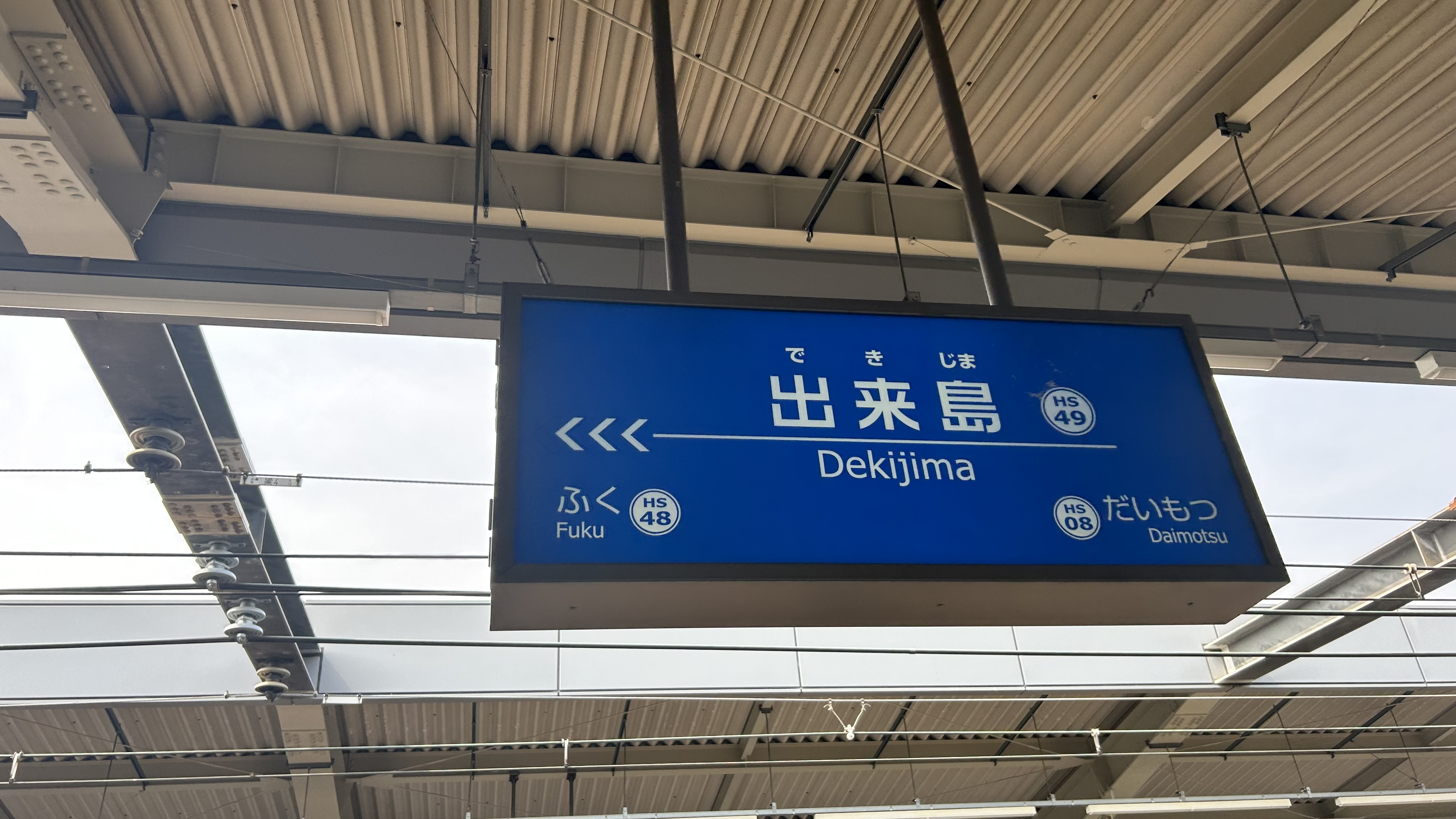
역명표

## 역 주변
역의 바로 북쪽으로는 간자키 강이 흐르고 있다.
- 니시요도가와 데키지마 우체국
- 오사카 부립 니시요도가와 고등학교
- 오사카 시립 데키지마 초등학교
- 오사카시 다치카와키타 초등학교
- 라이프 데키지마점
- 오사카 부도 803호 아사히니시요도가와 자전거도 노선(오사카 자전거 길)
- 국도 제43호선

## 역사
- 1930년 12월 20일: 덴포 선 다이모쓰 ~ 후쿠 역 사이에 신설 개통.
- 1998년 9월 26일: 다이모쓰 ~ 후쿠 역간 고가 공사에 따라 역사 개축.
- 2014년 4월 1일: 역 번호 도입.

## 사진

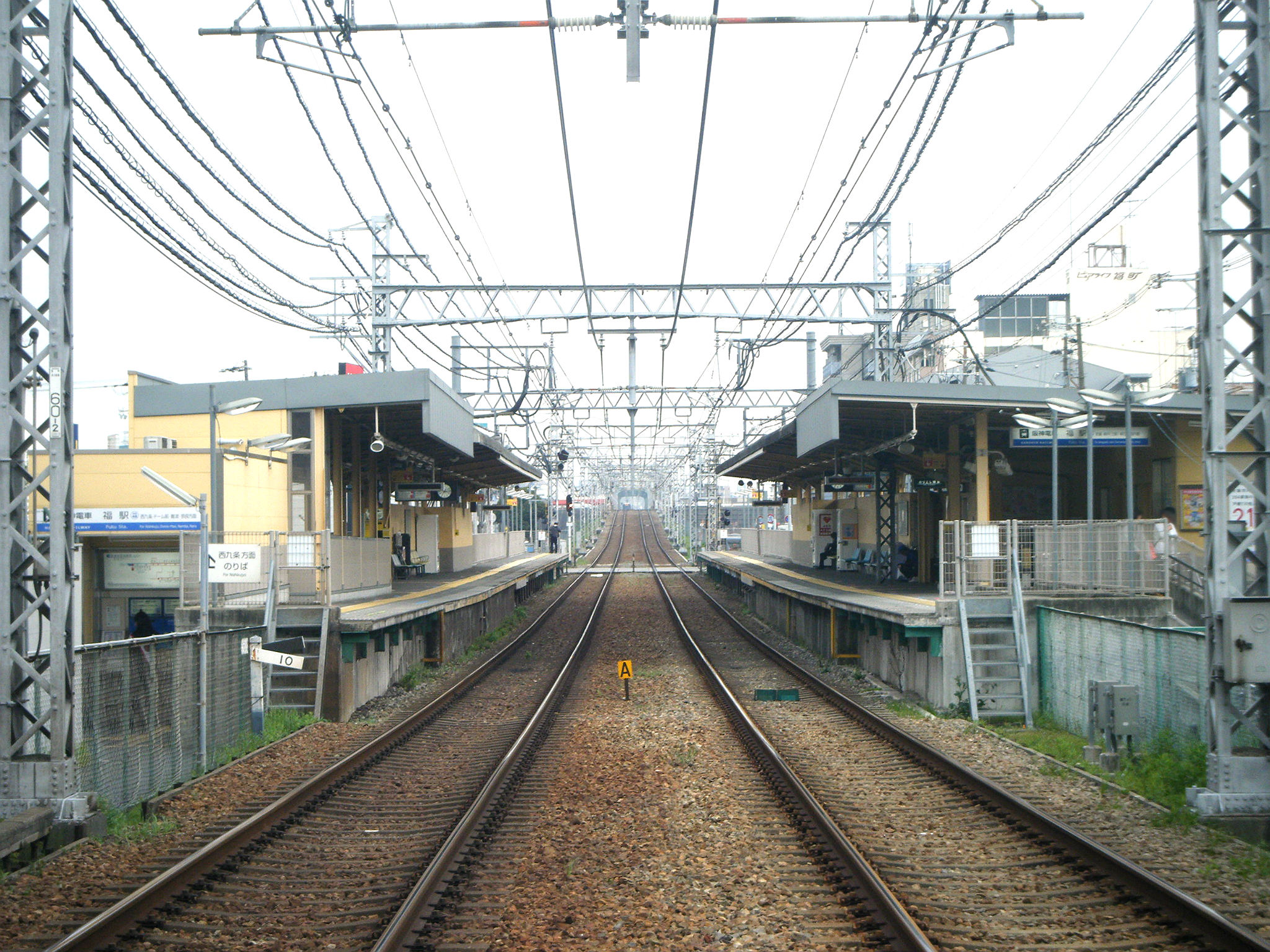
아마가사키 방향 건널목을 향해 보는 역 구내

## 인접역
| 한신 전기철도 ■ 한신 난바 선   | 한신 전기철도 ■ 한신 난바 선 | 한신 전기철도 ■ 한신 난바 선 |
| ------------------------------ | ---------------------------- | ---------------------------- |
| HS 08 다이모쓰 아마가사키 방면 | ■ 준급 ■ 구간준급 ■ 보통     | 후쿠 HS 48 오사카난바 방면   |